# 贝布
贝布，是匈牙利维斯普雷姆州帕波区所辖的一个村，与帕波相距约10公里，总面积7.04平方公里，总人口260，人口密度36.9人/平方公里（2010年1月1日）。